# Han Engelsman
Henri Herman „Han“ Engelsman (* 26. Oktober 1919 in Amsterdam; † 31. Januar 1990 in Nijmegen) war ein niederländischer Fußballspieler. Er spielte in den 1930er und 1940er Jahren für Quick Nijmegen und wurde einmal in der Nationalmannschaft eingesetzt.
Engelsman gehörte bereits vor dem Krieg zum erweiterten Kader der Niederländer. So saß er schon beim Spiel gegen Luxemburg in Rotterdam am 28. November 1937 auf der Bank, nur einen Monat nach seinem 18. Geburtstag. Sein erster Einsatz in Oranje ließ allerdings noch mehr als zehn Jahre auf sich warten. Am 18. April 1948 stand er in der Anfangsformation der Niederländer beim Spiel gegen Belgien und erzielte nach 20 Minuten den Führungstreffer. Nachdem die Belgier das Spiel gedreht hatten, konnte Abe Lenstra noch zum 2:2-Endstand ausgleichen. Dieses Spiel sollte Engelsmans einziger Einsatz in der Nationalelf bleiben.